# Le Bouchet-Mont-Charvin
Le Bouchet  là một xã trong tỉnh Haute-Savoie thuộc vùng Auvergne-Rhône-Alpes đông nam Pháp.